# Ercole Ferrarese

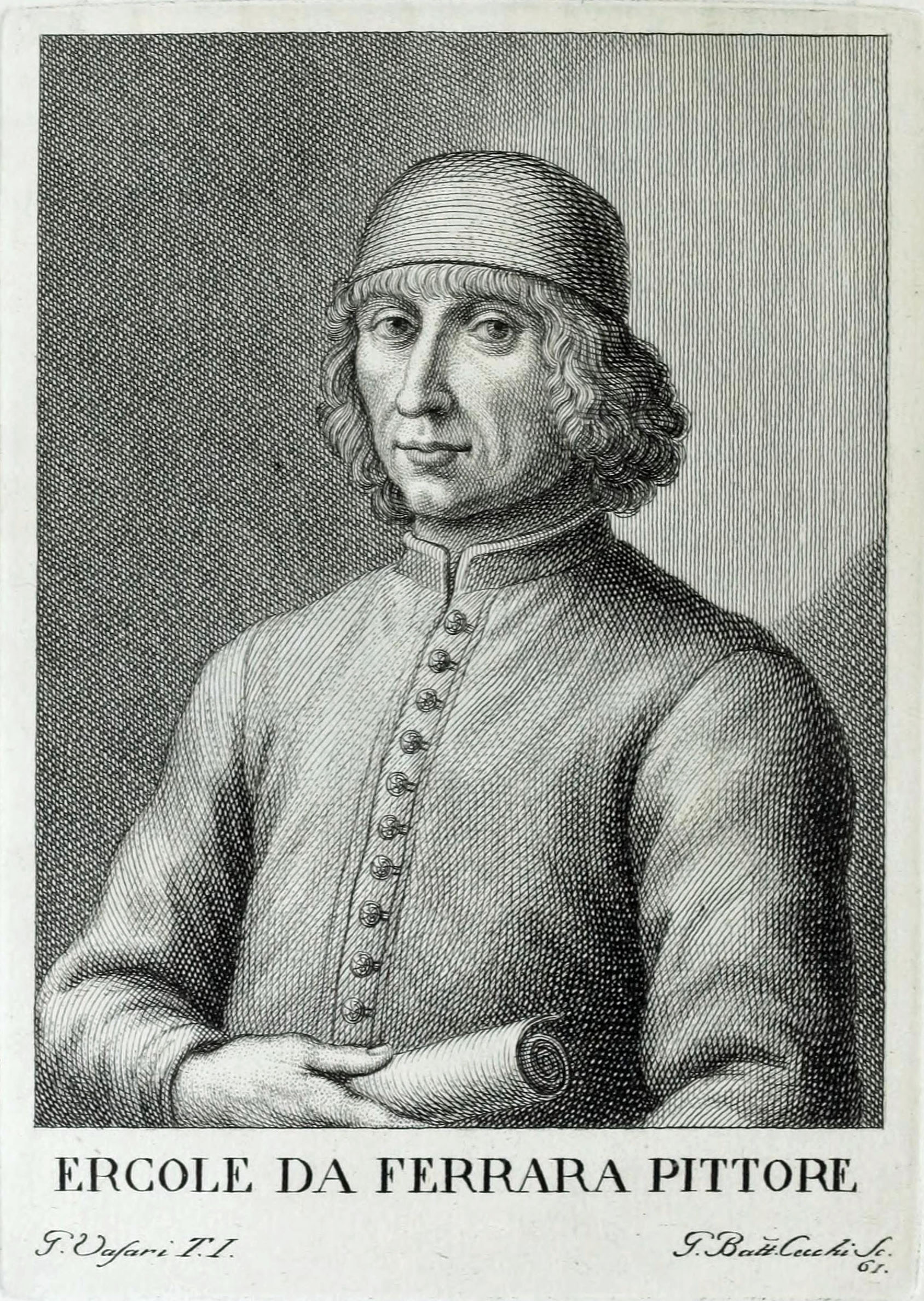
Ercole Ferrarese

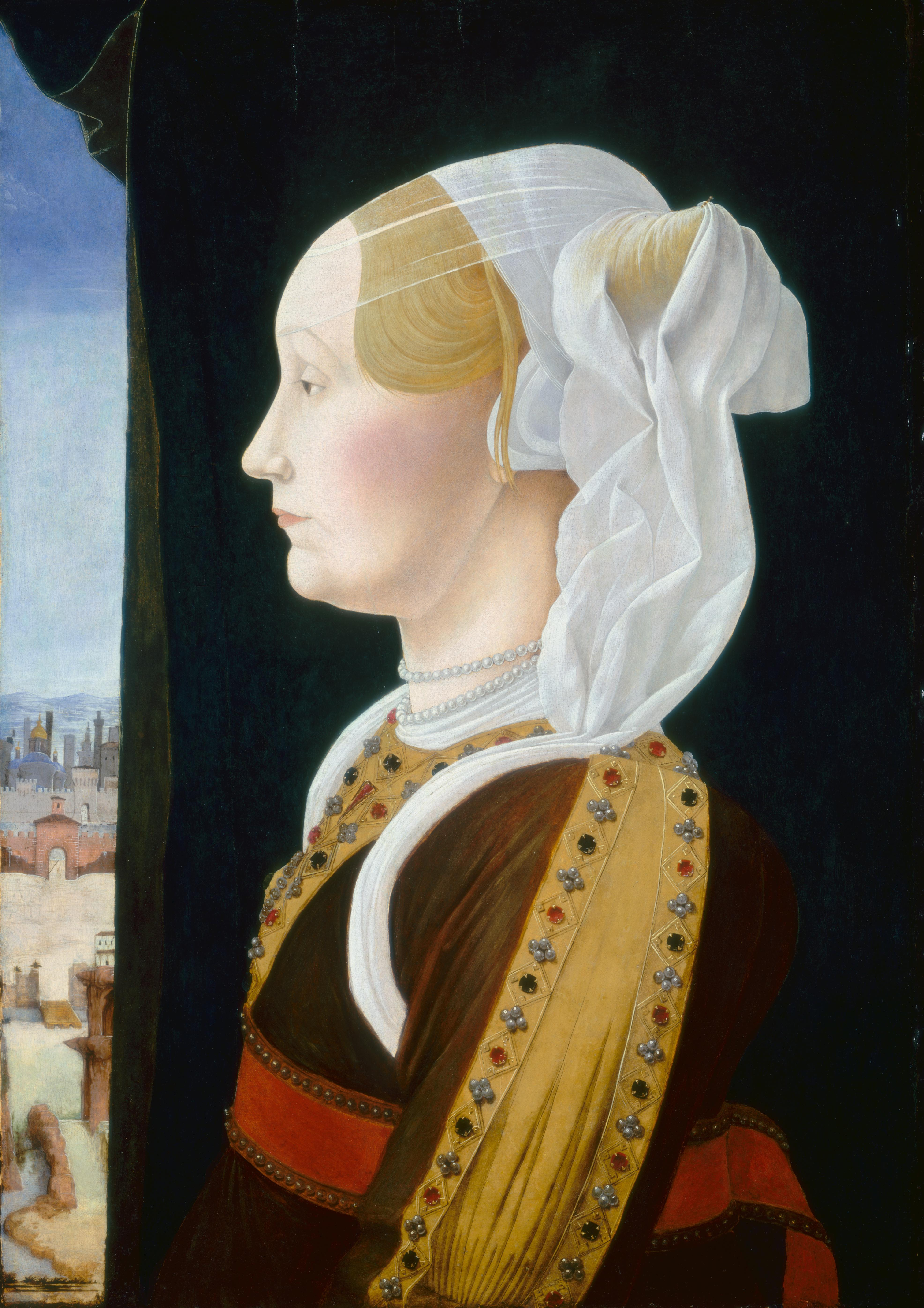
Ginevra Bentivoglio (c. 1480) National Gallery of Art, Washington.

Ercole Ferrarese (Ferrara, 1451-Ferrara, 1496), también conocido como Ercole de' Roberti o Ercole da Ferrara, fue un pintor italiano del Renacimiento. Giorgio Vasari le escribió su biografía en el célebre libro Vida de los mejores arquitectos, pintores y escultores italianos (1550).
Hijo de un conserje del castillo de la Casa de Este, llegaría a ser pintor de la corte de esta poderosa familia en Ferrara. Según Vasari: 

«A Ercole le gustaba el vino con delirio, y sus frecuentes borracheras le acortaron la vida que había disfrutado sin contratiempos hasta la edad de cuarenta años, cuando fue víctima de un ataque de apoplejía que se lo llevó en poco tiempo».
Vasari

Nos han llegado pocas obras suyas. Su vida fue corta y muchas de sus obras se han perdido.

## Obras
Hacia el año 1473, cuando tenía diecisiete años, Ercole ya había abandonado Ferrara y se encontraba trabajando en Bolonia, en el taller de Francesco del Cossa. Según Vasari también aprendió, en esta misma ciudad, con Lorenzo Costa el Viejo, pero esto parece improbable porque era nueve años mayor que Costa. Se sabe que colaboró en la realización de los frescos del Palazzo Schifanoia.
Sus primeras obras de madurez son las contribuciones a la decoración de la Capilla Griffoni, en la Basílica de San Petronio de Bolonia: una predela que representa los Milagros de san Vicente Ferrer (c. 1473) actualmente en la Pinacoteca Vaticana.
El año 1480 hizo un gran retablo con una Virgen entronizada con Niño y santos, para la iglesia de Santa María in Porto, en Ravenna, que actualmente se conserva en la Pinacoteca de Brera en Milán. En la National Gallery of Art de Washington hay unos retratos de Juan II Bentivoglio y Ginevra Bentivoglio que le han estado atribuidos.
Alrededor de 1486 sucedió a Cosme Tura como pintor de corte de la familia Este en Ferrera. Su trabajo para esta familia excedió a lo puramente artístico: acompañó a Alfonso I de Este a una visita papal a Roma, y fue el responsable del vestuario para el casamiento de Isabella de Este en Mantua, y hasta elaboró salamis.
En el Museo Kimbell de Fort Worth (Texas) se encuentra el cuadro Porcia y Brutus, que se cree que fue pintado para Eleonor de Aragón, duquesa de Ferrara. En el Getty Center de Los Ángeles, se conserva un San Jerónimo en el desierto.
En el Museo Thyssen-Bornemisza de Madrid se le atribuye una pequeña tabla perteneciente a un cassone o arcón nupcial que representa uno de los episodios de la historia de los argonautas que narrara Ovidio en su Metamorfosis y que se ha titulado Los argonautas abandonan la Cólquida.

Predela para la Capilla Griffoni, Basílica de San Petronio, Bolonia, que representa los Milagros de san Vicente Ferrer (c. 1473) (actualmente en la Pinacoteca Vaticana).